# Komucz

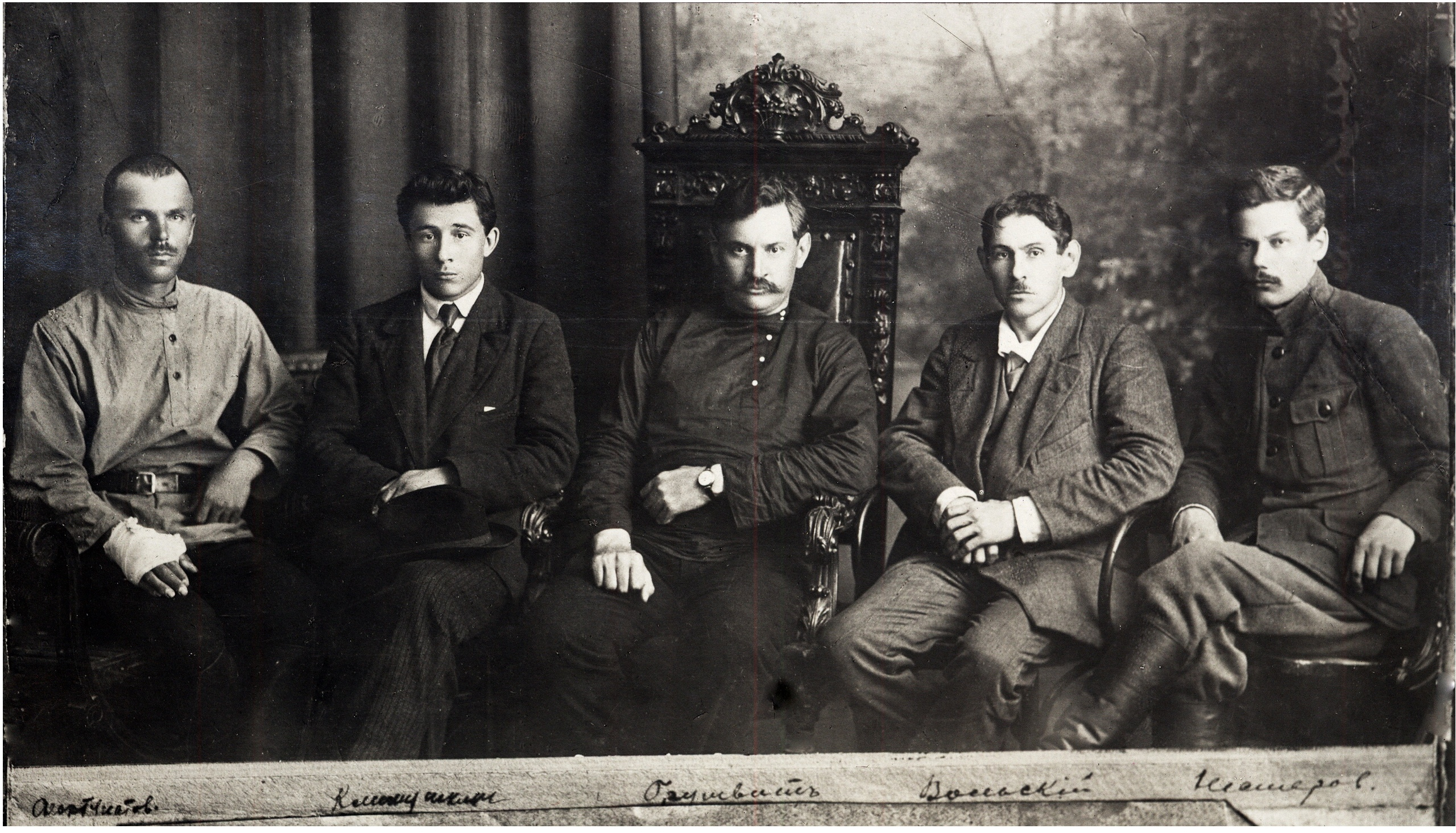
Członkowie Komucza

Komucz, Komitet Członków Zgromadzenia Ustawodawczego (ros. Комитет членов Учредительного собрания (Комуч)) – organ antybolszewicki, utworzony 8 czerwca 1918 w Samarze po odbiciu tego miasta przez Korpus Czechosłowacki z rąk bolszewików.
Utworzony przez pięciu eserowskich deputowanych do rozpędzonego przez bolszewików 19 stycznia 1918 Zgromadzenia Ustawodawczego Rosji. Początkiem sierpnia liczył 29, na początku września – 71, a końcem września 1918 - 97 członków, deputowanych rosyjskich partii socjalistycznych - eserowców (socjalistów rewolucjonistów) i mienszewików. Jego przewodniczącym był Wiktor Czernow. W dniu swego powstania zdelegalizował władzę bolszewicką w guberni samarskiej i przywrócił wszystkie prawa i swobody obywatelskie. Po wolnych listopadowych wyborach do Zgromadzenia Ustawodawczego, Komucz stworzył rząd, składający się z 14 eserowców i jednego mienszewika. Rządowi temu podporządkowano siły zbrojne nazywane Armią Ludową.
23 września 1918 Komucz wraz z Syberyjskim Rządem Tymczasowym utworzył Ogólnorosyjski Rząd Tymczasowy, tzw. Dyrektoriat w Ufie, któremu się podporządkował. Został wówczas przemianowany na Zjazd Członków Zgromadzenia Ustawodawczego. 17/18 listopada 1918 członkowie Komucza zostali aresztowani podczas przewrotu wojskowego admirała Kołczaka, a część z nich została następnie rozstrzelana.